# تاراش (صربستان)
تاراش (به صربی: Taraš) یک منطقهٔ مسکونی در صربستان است که در Zrenjanin City واقع شده‌است. تاراش ۱٬۱۴۰ نفر جمعیت دارد و ۷۲ متر بالاتر از سطح دریا واقع شده‌است.